# Selina – Die Geschichte einer Sexsklavin
Selina – Die Geschichte einer Sexsklavin ist ein philippinischer Sexploitationfilm aus dem Jahr 2022. Die namensgebende Hauptrolle spielte Angeli Khang.

## Handlung
Die Philippinen im Jahr 1942 im Zweiten Weltkrieg während der Invasion der Philippinen durch das kaiserliche Japan.
Im ländlichen Norden der Insel Luzon lebt die bildschöne 18-jährige Selina allein mit ihrem Vater Berong zusammen. Ihre Mutter hat sich das Leben genommen, da sie die Misshandlung durch ihren Ehemann nicht mehr ertrug. Als ihr Vater seine Schulden bei dem Pfandleiher Tiago nicht mehr bezahlen kann, entscheidet er sich wie schon andere arme Familien zuvor zu einem drastischen Schritt. Er verkauft seine eigene Tochter als Sklavin an den grausamen Tiago, der in einer großen Bambus-Hütte mit dem blinden Sklaven Domeng lebt, der etwa in Selinas Alter ist. In der ersten Nacht wird Selina von Tiago vergewaltigt und brutal entjungfert. Als dieser schläft, flieht Selina zu ihrem Vater zurück, der sie abweist und aus dem Haus wirft. Selina kehrt schweren Herzens zu Tiago zurück.
Selina beginnt sich in Tiagos Haus in ihre neue Rolle als Tiagos Haushalts- und Lustsklavin zu fügen, wobei sie beginnt aktiv die Beziehung zu Tiago gestalten und sich ihm sexuell anzubieten, aber auch im Alltag eine romantische Beziehung zu pflegen. Im Dorf bemerkt man ihren positiven Einfluss auf den höflicher und sanfter gewordenen Tiago. Zudem beginnt sie ein freundschaftliches Verhältnis zu Domeng aufzubauen. Als Tiago eines Nachts betrunken schläft, erzählt Domeng ihr seine Leidensgeschichte – Tiago war es, der ihm das Augenlicht nahm. Als Selina ihn umarmt, weist er sie zurück, da er nicht etwas spüren wolle, was er vielleicht nie wieder spüren wird. Selina begreift, dass er sie begehrt, entblößt sich vor ihm, bietet ihm ihren Körper und bringt ihn mit der Hand zum Orgasmus.
Eines Tages begegnet Selina der etwa gleichaltrigen Cora, die vor ihr als Sklavin bei Tiago lebte und von ihren Erlebnissen dort zutiefst traumatisiert ist. Da ihre Mutter erneut Schulden hat, denkt sie darüber nach Cora wieder an Tiago als Sexsklavin als Pfand geben. Kurz darauf wird sie ebenso Zeuge, wie Domeng von Tiago schwer verprügelt wird, weil er ihn des Diebstahls an einer Kette für schuldig hält – tatsächlich hat Selina die Kette entwendet. Sie wirkt auf Tiago ein, sich nicht um Domeng zu scheren und sich stattdessen um sie zu kümmern, wobei sie sich ihm offensiv sexuell anbietet.
Eines Abends, als Tiago wieder einmal betrunken durchschläft, wird das Anwesen von einem verwundeten japanischen Soldaten angegriffen, den Selina von hinten ersticht, als er gerade Domeng erschlagen will. Als Domeng ihr erzählt, dass die Nacht, als er Selinas Körper spüren durfte, die einzig glückliche Erfahrung seines Lebens war, löst sie ihr Versprechen ein, ihn das nächste Mal „in sich“ spüren zu lassen und sie haben Sex. Domeng bittet Selina ihn fortzubringen und warnt sie, dass Tiago Selina zwar wohlgesinnt sei, doch dies nur andauern werde, bis er ein anderes Mädchen findet.
Im Dorf geht die Angst vor den immer näher rückenden Streitkräften der Japaner um; viele denken darüber nach zu fliehen. Als Tiago eines Abends sich im Dorf so betrinkt, dass er nicht mehr gehen kann, wird er von Selinas Vater Berong begleitet, der ihm unterwegs eröffnet, dass er unfruchtbar ist und Selina gar nicht seine Tochter ist, sondern vielmehr Tiagos, der einst mit Selinas Mutter geschlafen hat. Tiago ist zutiefst erschüttert und wird kurz darauf Zeuge wie Selina Sex mit Domeng hat. Als er auf diesen losgehen will, sticht ihm Selina eine Machete in den Bauch. Tiago stirbt, Selina brennt sein Anwesen nieder und verlässt es mit Domeng. Selina teilt das Geld von Tiago unter ihnen auf und verlässt Domeng. Die Bewohner des Dorfes fliehen vor den vorrückenden Japanern.

## Veröffentlichung
In Asien erfolgte die Filmpremiere über Streamingdienste im Jahr 2022. In Deutschland erfolgte am 4. Oktober 2024 die synchronisierte Veröffentlichung über die Busch Media Group.

## Kritiken
„Tabubrechendes Exploitation-Drama“